# Dracophyllum arboreum
Dracophyllum arboreum (Engels: Chatham Island grass tree, Moriori: tarahinau) is een plantensoort uit de heidefamilie (Ericaceae). Het is een boom die een groeihoogte tot 18 meter kan bereiken. De groenkleurige bladeren zijn grasachtig, deze zijn bij juveniele bomen breed en bij volwassen bomen smal. Volwassen exemplaren hebben witte bloemen die in aren groeien. Vaak zijn deze gedeeltelijk verborgen door harde schutbladen met een scherpe punt.
De soort is endemisch op de Chathameilanden, gelegen in de Stille Oceaan ten oosten van Nieuw-Zeeland. De soort wordt aangetroffen op Chatham Island, Pitt Island en South East Island. De boom is een belangrijke soort in de bossen die op de eilanden groeien, vooral de bossen die verder van de kust gelegen zijn, op diepere veengronden. Soms wordt de boom ook gevonden in zogenaamde Restionaceae-veengebieden. Daar is dan een overlap met de soort Dracophyllum scoparium, waar het vaak hybriden mee vormt.

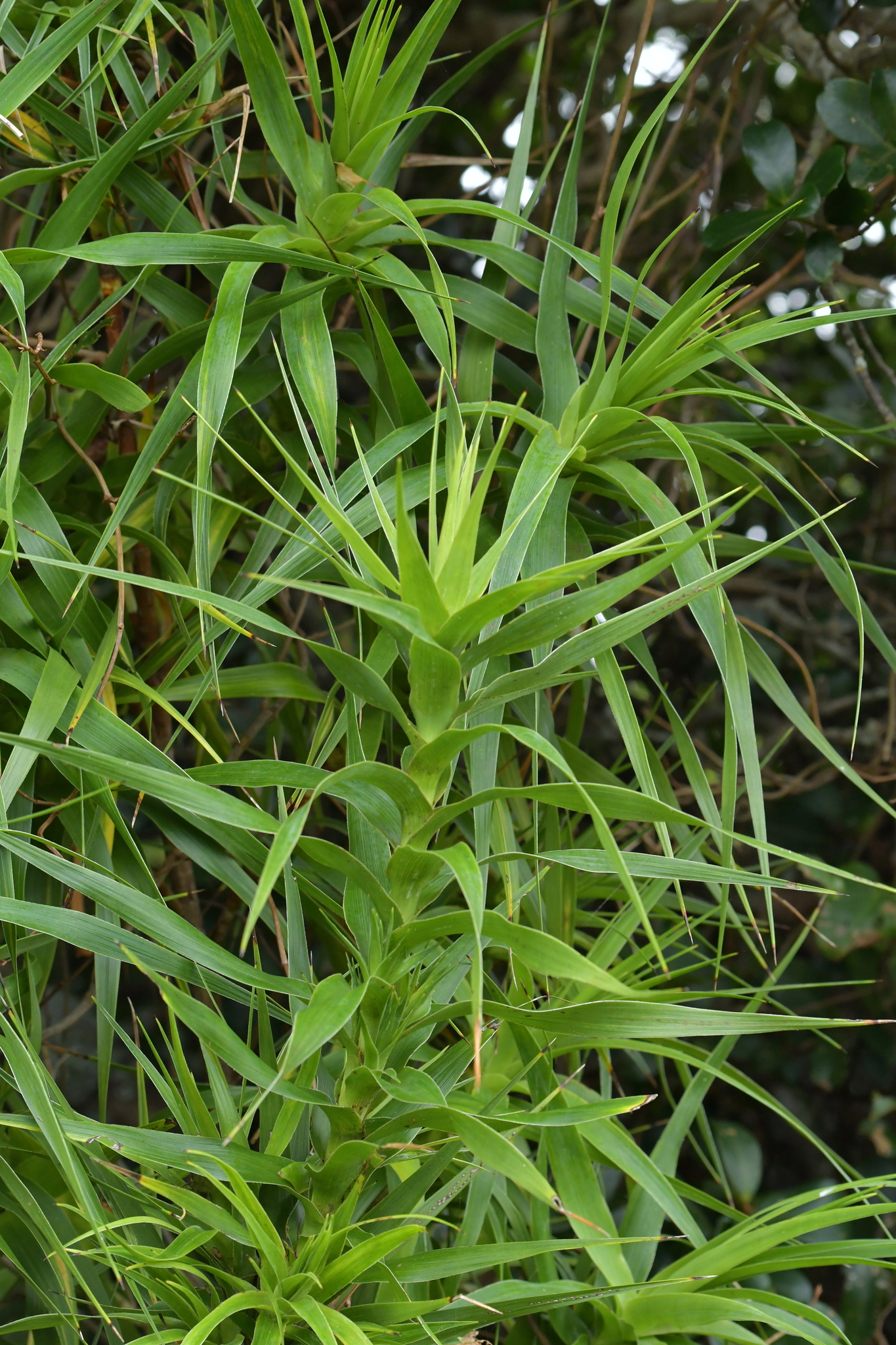
Jonge bladeren
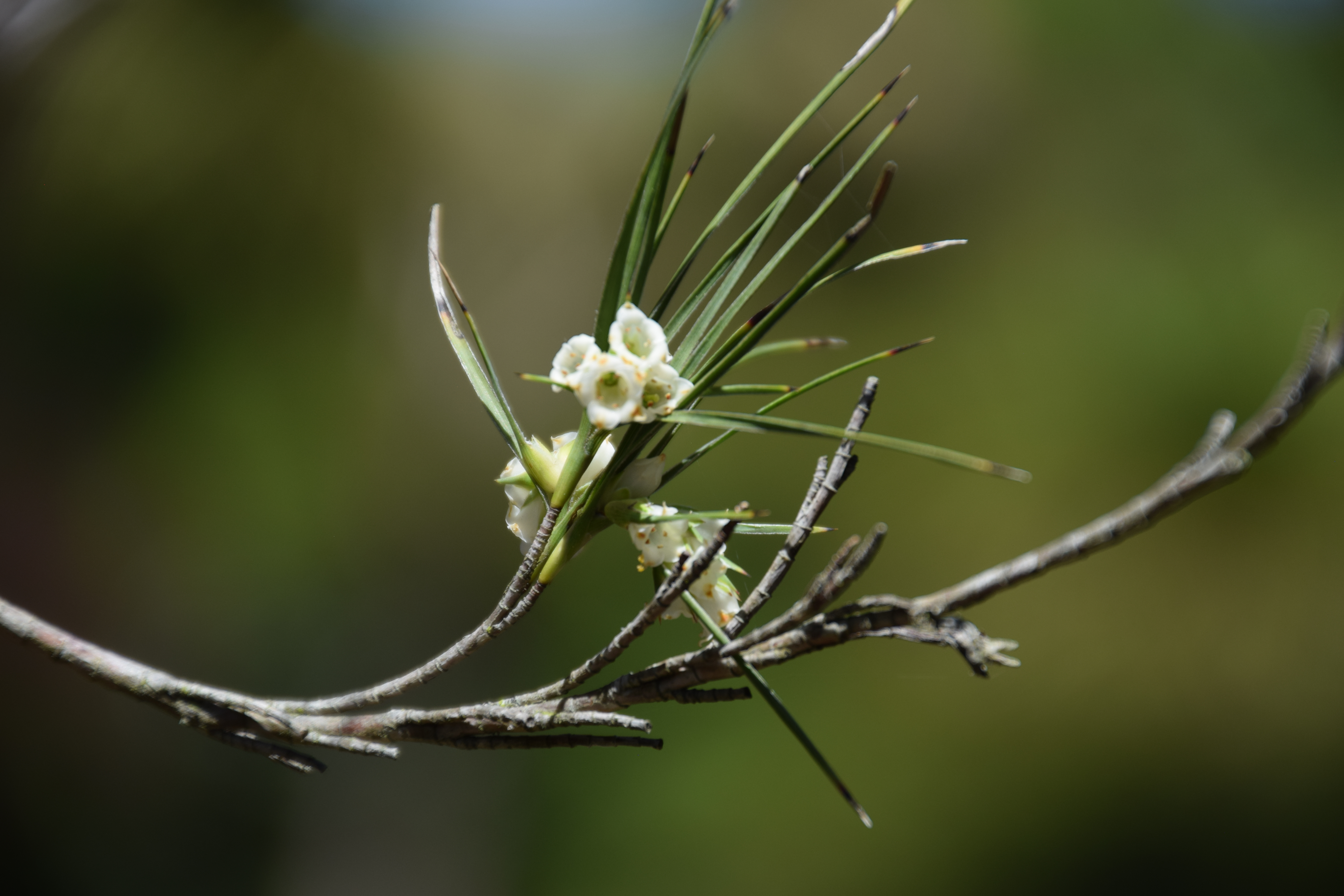
Bloemen
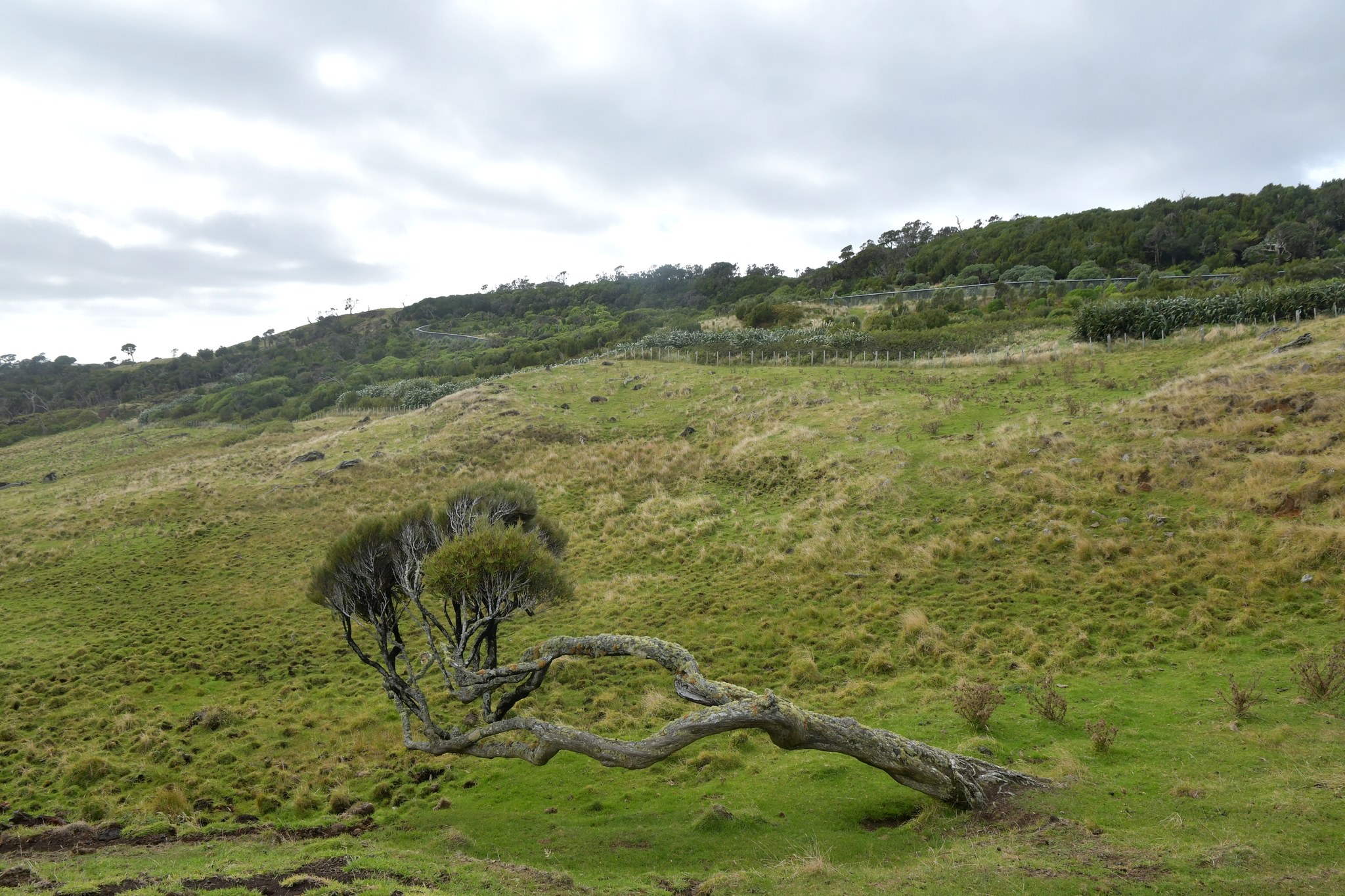
Door de wind vergroeide boom